# Badminton-Mannschaftspanamerikameisterschaft 2018
Die Badminton-Mannschaftspanamerikameisterschaft 2018 im Badminton fand als Teamwettbewerb getrennt für Damen- und Herrenteams vom 15. bis zum 18. Februar 2018 in Tacarigua in Trinidad und Tobago statt.

## Medaillengewinner
| Disziplin  | Gold | Silber                                                                                           | Bronze |
| ---------- | --- | ------------------------------------------------------------------------------------------------ | --- |
| Herrenteam | Kanada Austin James Bauer Paul-Antoine Dostie-Gundon Jason Ho-Shue Jonathan Lai Ty Alexander Lindeman Nyl Yakura Brian Yang Duncan Yao | Vereinigte Staaten Philip Chew Ryan Chew Calvin Lin Ricky Liuzhou Sattawat Pongnairat Howard Shu | Jamaika Dennis Coke Gareth Henry Matthew Lee Anthony Mcnee Samuel Ricketts                                                                                               |
| Damenteam  | Kanada Anne-Julie Beaulieu Catherine Choi Michelle Li Talia Ng Stéphanie Pakenham Brittney Tam Michelle Tong Josephine Wu              | Vereinigte Staaten Natalie Chi Jamie Hsu Lauren Lam Jamie Subandhi Angela Zhang                  | Peru Inés Castillo Micaela Castillo Salazar Stefany Chen Chen Micaela Flores Daniela Macías Inés Mendoza Rosell Dánica Nishimura Valeria Wong Lam Daniela Zapata Hermosa |

## Herrenteam

### Gruppe A
| Platz | Team     | Pld | W | L | MF | MA | MD  | GF | GA | GD  | PF  | PA  | PD   | Pts |   |
| ----- | -------- | --- | - | - | -- | -- | --- | -- | -- | --- | --- | --- | ---- | --- | - |
| 1     | Kanada   | 2   | 2 | 0 | 10 | 0  | +10 | 20 | 0  | +20 | 422 | 217 | +205 | 2   | Q |
| 2     | Peru     | 2   | 1 | 1 | 5  | 5  | 0   | 10 | 11 | −1  | 356 | 357 | −1   | 1   | Q |
| 3     | Barbados | 2   | 0 | 2 | 0  | 10 | −10 | 1  | 20 | −19 | 238 | 442 | −204 | 0   |   |

### Gruppe B
| Platz | Team                    | Pld | W | L | MF | MA | MD  | GF | GA | GD  | PF  | PA  | PD   | Pts |   |
| ----- | ----------------------- | --- | - | - | -- | -- | --- | -- | -- | --- | --- | --- | ---- | --- | - |
| 1     | Vereinigte Staaten      | 3   | 3 | 0 | 11 | 4  | +7  | 26 | 12 | +14 | 743 | 564 | +179 | 3   | Q |
| 2     | Jamaika                 | 3   | 2 | 1 | 11 | 4  | +7  | 25 | 11 | +14 | 685 | 571 | +114 | 2   | Q |
| 3     | Dominikanische Republik | 3   | 1 | 2 | 7  | 8  | −1  | 16 | 19 | −3  | 599 | 664 | −65  | 1   |   |
| 4     | Trinidad und Tobago     | 3   | 0 | 3 | 1  | 14 | −13 | 4  | 29 | −25 | 443 | 671 | −228 | 0   |   |

### Spiel um Platz 5
| Datum            | Team 1   | Resultat | Team 2                  |
| ---------------- | -------- | -------- | ----------------------- |
| 17. Februar 2018 | Barbados | 0 – 3    | Dominikanische Republik |

### Spiel um Platz 3
| Datum            | Team 1  | Resultat | Team 2 |
| ---------------- | ------- | -------- | ------ |
| 18. Februar 2018 | Jamaika | 3 – 0    | Peru   |

### Endrunde
|  | Halbfinale             | Halbfinale             |                        |   | Finale                 | Finale                 |
|  |                        |                        |                        |   |                        |                        |
|  | A1 Kanada              | 3                      |                        |   |                        |                        |
|  | B2 Jamaika             | 1                      |                        |   |                        |                        |
|  | 17. Februar 2018 10:00 |                        |                        |   |                        |                        |
|  |                        |                        | 18. Februar 2018 10:30 |   |                        |                        |
|  | Kanada                 | 3                      |                        |   |                        |                        |
|  |                        | Vereinigte Staaten     | 0                      |   |                        |                        |
|  |                        |                        |                        |   |                        |                        |
|  | Platz 3                |                        |                        |   |                        |                        |
|  | 17. Februar 2018 10:00 | 17. Februar 2018 10:00 | Jamaika                | 3 |                        |                        |
|  | A2 Peru                | 2                      | Peru                   | 0 |                        |                        |
|  | B1 Vereinigte Staaten  | 3                      |                        |   | 18. Februar 2018 09:30 | 18. Februar 2018 09:30 |

### Endstand
| Platz | Team                    | Mitglieder |
| ----- | ----------------------- | --- |
|       | Kanada                  | Austin Bauer, Paul-Antoine Dostie-Gundon, Jason Ho-Shue, Jonathan Lai, Ty Alexander Lindeman, Nyl Yakura, Brian Yang, Duncan Yao |
|       | Vereinigte Staaten      | Phillip Chew, Ryan Chew, Calvin Lin, Ricky Liuzhou, Sattawat Pongnairat, Howard Shu                                              |
|       | Jamaika                 | Dennis Coke, Gareth Henry, Matthew Lee, Anthony Mcnee, Samuel Ricketts                                                           |
| 4     | Peru                    | Mario Cuba, Leonardo Isa Kohatsu, Daniel La Torre, Diego Mini, Mariano Novoa Aservi, Diego Subauste, Matias Zamorano Ramos       |
| 5     | Dominikanische Republik | Therry Aquino, Wilmer Brea, Cesar Brito, William Cabrera, Reimi Cabrera, Nelson Javier, Argenis Mariñez, Anderson Taveras        |
| 6     | Barbados                | Fanus Cory, Damien Howel, Shae Martin, Keshem Moore, Andre Padmore, Bradley Pilgrim, Dakeil Thorpe                               |
| 7     | Trinidad und Tobago     | Nicholas Bonkowsky, Nathaniel Khillawan, Naim Mohammed, Rahul Rampersad, Anil Seepaul, Renaldo Sinanan, Justin Sui               |

## Damenteam

### Gruppe A
| Platz | Team                | Pld | W | L | MF | MA | MD  | GF | GA | GD  | PF  | PA  | PD   | Pts |   |
| ----- | ------------------- | --- | - | - | -- | -- | --- | -- | -- | --- | --- | --- | ---- | --- | - |
| 1     | Vereinigte Staaten  | 2   | 2 | 0 | 10 | 0  | +10 | 20 | 0  | +20 | 420 | 172 | +248 | 2   | Q |
| 2     | Guatemala           | 2   | 1 | 1 | 5  | 5  | 0   | 10 | 10 | 0   | 319 | 334 | −15  | 1   | Q |
| 3     | Trinidad und Tobago | 2   | 0 | 2 | 0  | 10 | −10 | 0  | 20 | −20 | 187 | 420 | −233 | 0   |   |

### Gruppe B
| Platz | Team                    | Pld | W | L | MF | MA | MD | GF | GA | GD  | PF  | PA  | PD  | Pts |        |
| ----- | ----------------------- | --- | - | - | -- | -- | -- | -- | -- | --- | --- | --- | --- | --- | ------ |
| 1     | Kanada                  | 1   | 1 | 0 | 5  | 0  | +5 | 10 | 0  | +10 | 210 | 120 | +90 | 1   | Q      |
| 2     | Peru                    | 1   | 0 | 1 | 0  | 5  | −5 | 0  | 10 | −10 | 120 | 210 | −90 | 0   | Q      |
| 3     | Dominikanische Republik | 2   | 0 | 2 | 0  | 0  | 0  | 0  | 0  | 0   | 0   | 0   | 0   | 0   | d.n.s. |

### Endstand
| Platz | Team                    | Mitglieder |
| ----- | ----------------------- | --- |
|       | Kanada                  | Anne-Julie Beaulieu, Catherine Choi, Michelle Li, Talia Ng, Stéphanie Pakenham, Brittney Tam, Michelle Tong, Josephine Wu                                           |
|       | Vereinigte Staaten      | Natalie Chi, Jamie Hsu, Lauren Lam, Jamie Subandhi, Angela Zhang |
|       | Peru                    | Inés Castillo, Micaela Castillo Salazar, Stefany Chen Chen, Micaela Flores, Daniela Macías, Ines Mendoza Rosell, Dánica Nishimura, Valeria Wong Lam, Daniela Zapata |
| 4     | Guatemala               | Ana Lucia Albanes Cordon, Diana Alejandra Corleto Soto, Alejandra José Paiz Quân, Mariana Isabel Paiz Quan                                                          |
| 5     | Trinidad und Tobago     | Nekeisha Blake, Chequeda De Boulet, Jade Joseph, Avril Marcelle, Kerian Quan Chee, Kamasha Robertson, Latoya Walrond                                                |
| ret.  | Dominikanische Republik | Juliesy Acosta, Noemi Almonte, Nairobi Jimenez, Bermary Polanco, Berónica Vivieca                                                                                   |

### Endrunde
|  | Halbfinale             | Halbfinale             |                        |   | Finale                 | Finale                 |
|  |                        |                        |                        |   |                        |                        |
|  | A1 Vereinigte Staaten  | 3                      |                        |   |                        |                        |
|  | B2 Peru                | 0                      |                        |   |                        |                        |
|  | 17. Februar 2018 10:00 |                        |                        |   |                        |                        |
|  |                        |                        | 18. Februar 2018 10:30 |   |                        |                        |
|  | Vereinigte Staaten     | 0                      |                        |   |                        |                        |
|  |                        | Kanada                 | 3                      |   |                        |                        |
|  |                        |                        |                        |   |                        |                        |
|  | Platz 3                |                        |                        |   |                        |                        |
|  | 17. Februar 2018 10:00 | 17. Februar 2018 10:00 | Peru                   | 3 |                        |                        |
|  | A2 Guatemala           | 0                      | Guatemala              | 1 |                        |                        |
|  | B1 Kanada              | 3                      |                        |   | 18. Februar 2018 09:30 | 18. Februar 2018 09:30 |